# Культура ямочной керамики

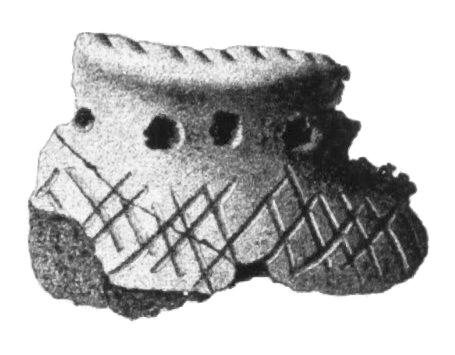
Обломок керамики с характерными ямками, Уппланд, Швеция

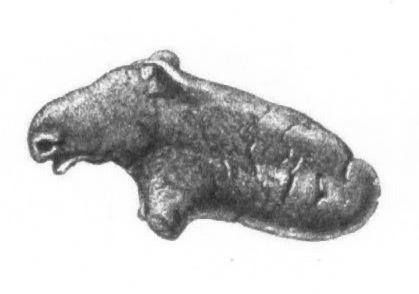
Фигурка лося, Олоппе, Уппланд, Швеция

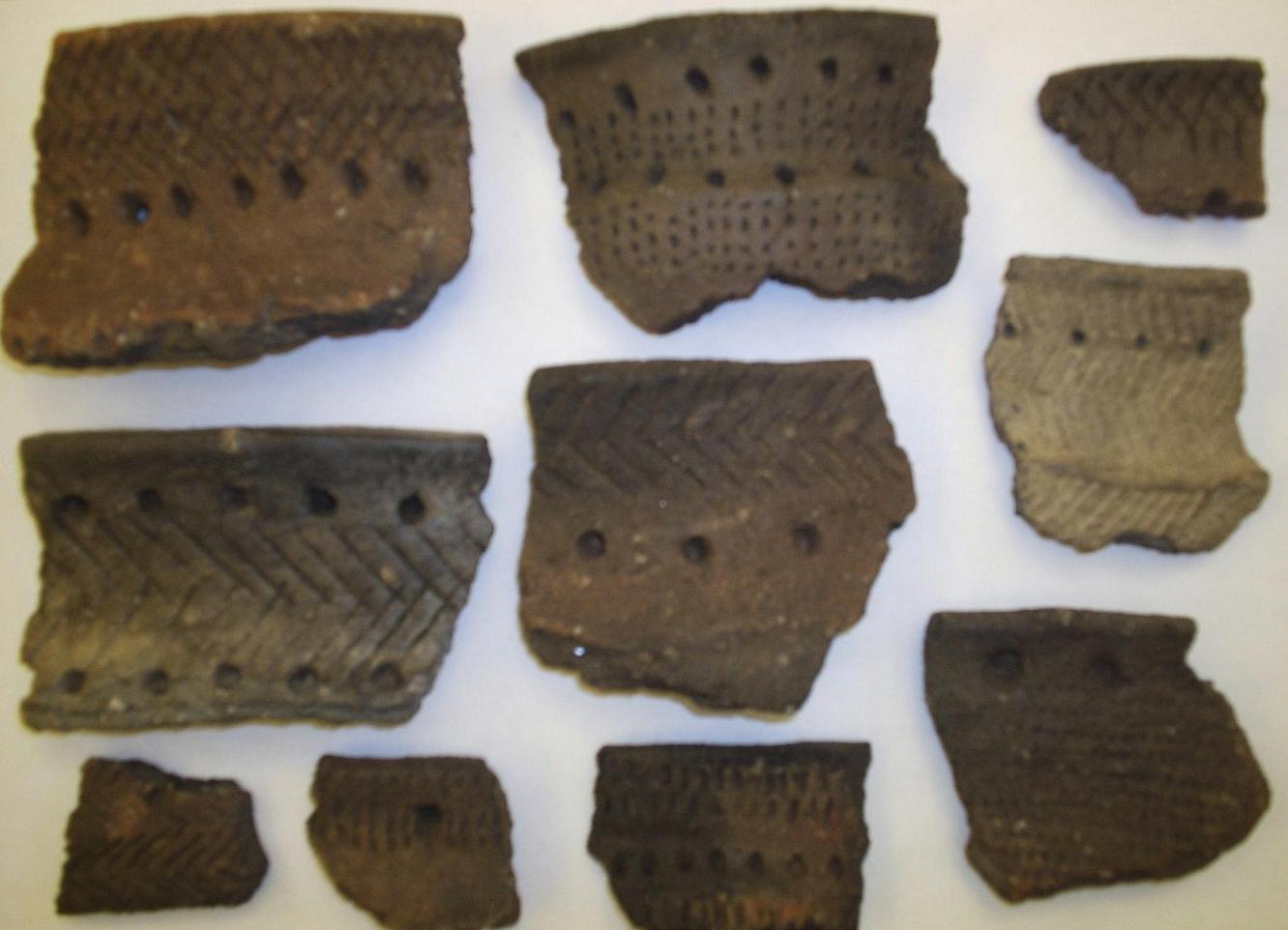
Ямочная керамика, Граммахаген, Блекинге.

Культура ямочной керамики (англ. Pitted Ware culture) — культура охотников и собирателей эпохи неолита (около 3200 — 2300 гг. до н. э.) на юге Скандинавии, в основном вдоль побережья Свеаланда, Гёталанда, Аландских островов, на северо-востоке Дании и на юге Норвегии. Была современницей, а в некоторых местах делила ареал с сельскохозяйственной культурой воронковидных кубков, а позднее — с сельскохозяйственной культурой шнуровой керамики.

## Находки

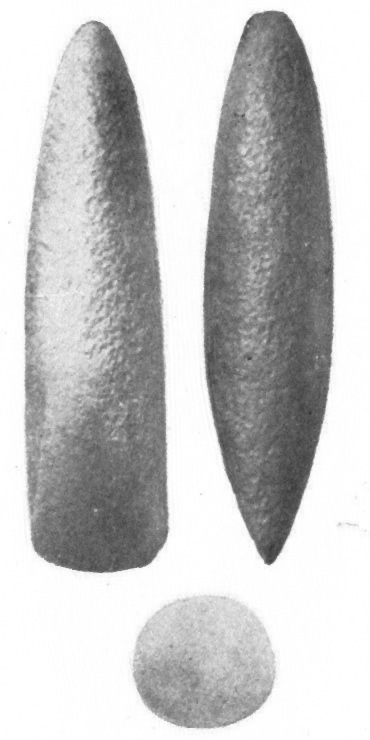
«Триндикса» (закруглённый каменный топор), Готланд, Швеция

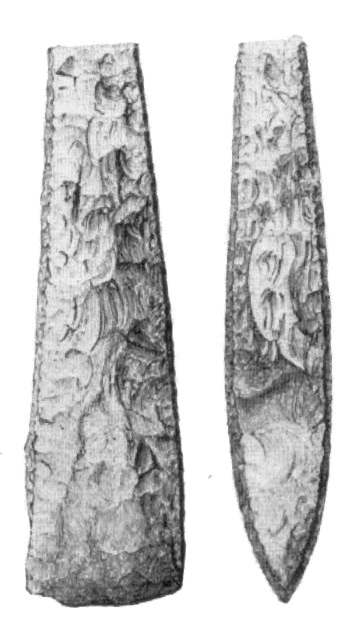
Кремнёвый топор из Нерке, характерный для культур ямочной керамики и воронковидных кубков

Название культуры происходит от характерного орнамента на её керамике, который обычно представляет собой круглые ямки и горизонтальные линии. Сосуды единообразны, обычно имеют дно с углублениями для обеспечения устойчивости на земле или в печи. Высота сосудов — от нескольких до сорока сантиметров. В поселениях на восточном побережье Швеции обнаружено большое количество керамики. В Фагервике, регион Бровикен, провинция Эстергётланд, археологи обнаружили 170 тыс. обломков керамики, однако лишь несколько кремнёвых объектов. Керамика из Фагервика хронологически делится на 5 стадий. Фагервик 1 — керамика культуры воронковидных кубков, Фагервик 2-4 — керамика собственно культуры ямочной керамики, причём Фагервик 3 или 4 считаются типичной для данной культуры керамикой. Керамика Фагервик 4 обычно очень пористая, поскольку глина обжигалась с известняком. Фагервик 5 содержит керамику культуры шнуровой керамики.
Наконечники стрел с хвостовиком, изготовленные из каменных рубил, часто встречаются на западном побережье Скандинавии, тогда как керамика — редко. Следовательно, данная культура была менее однородной, чем современные ей и иногда сосуществовавшие на тех же территориях сельскохозяйственные культуры.
Ассортимент орудий труда и оружия в основном заимствован у культур воронковидных кубков и шнуровой керамики, хотя указанные культуры сами оставались весьма консервативны в ассортименте своих изделий. Характерная ямочная керамика, по-видимому, основана на изделиях культуры воронковидных кубков, однако уникальными для культуры ямочной керамики являются небольшие керамические фигурки животных.

## Экономика и происхождение
Изучение керамики говорит об отсутствии технологического разрыва между культурой воронковидных кубков и культурой ямочной керамики; кроме того, по-видимому, обе культуры сосуществовали, конфликты были незначительными. Во всех регионах экономика была основана на рыболовстве и сборе растений, что можно видеть по таким памятникам, как Айвиде в Готланде. С другой стороны, в памятниках культуры ямочной керамики часто встречаются кости овец и свиней, что, по-видимому, означает, что у данной культуры сохранились неолитические пережитки времён культуры воронковидных кубков.
Уникальное жилище на сваях в Альвастре на юго-западе провинции Эстергётланд относится к культуре ямочной керамики с точки зрения керамики, однако, с другой стороны, к культуре воронковидных кубков с точки зрения орудий и оружия. По-видимому, на юге Скандинавии в то время охота и собирательство сочетались с сельским хозяйством и животноводством, то есть экономика была смешанной.

## Могилы
Погребальные обычаи почти неизвестны, однако сохранилось большое количество захоронений в Вестербьерсе на острове Готланд, где они сохранились за счёт известняка. В этих могилах археологи обнаружили скелеты, лежащие на спине, с хорошо сохранившимися орудиями из кости и рога. Многочисленные привозные предметы говорят о хороших связях с материковой Скандинавией, Данией и Германией.

## Язык и принадлежность
Поскольку памятники письменности отсутствуют, археологи спорят о связях данной культуры с явно доиндоевропейской культурой воронковидных кубков и возможно индоевропейской культурой шнуровой керамики. Возможно, язык носителей культуры стал одним из источников гипотетического догерманского субстрата, смешение с которыми привело к отличию германских языков от других индоевропейских.

## Палеогенетика
У представителей культуры ямочной керамики были обнаружены митохондриальные гаплогруппы U4, U5, U5a, U5b1d2, U4a1, U4a, U4a2, U4d, U5a2, U5b, U5b1d, U5b1d2, U5b2a2, V, K1a3, K1a3a, HV12, T2b11 и Y-хромосомные гаплогруппы I2a1, I2a1a1-CTS595, I2a1b1-L166.